# Orfeo (zoologia)
Orfeo Miller, 2007 è un genere di ragni appartenente alla famiglia Linyphiidae.

## Distribuzione
Le due specie oggi attribuite a questo genere sono endemismi del Brasile: la O.jobim è stata reperita presso Vale Verde, nel Parque Nacional Serra do Caparaó, stato di Minas Gerais.

## Tassonomia
A dicembre 2011, si compone di due specie:
- Orfeo desolatus (Keyserling, 1886) — Brasile
- Orfeo jobim Miller, 2007[4] — Brasile